# Dragged Across Concrete
Dragged Across Concrete is een Amerikaanse neo noir misdaadthriller uit 2018 die geschreven en geregisseerd werd door S. Craig Zahler. De hoofdrollen worden vertolkt door Mel Gibson en Vince Vaughn.

## Verhaal
Brett Ridgeman en Anthony Lurasetti vormen een duo bij de politie. Wanneer de oudere en opvliegende Ridgeman tijdens een drugsactie een verdachte hard aanpakt, blijkt dat alles op video werd opgenomen. Beide agenten worden op het matje geroepen door hun overste, luitenant Calvert. Onder druk van de media wordt zowel Ridgeman als Lurasetti geschorst met inhouding van het salaris. 
Omdat Ridgemans echtgenote door haar ziekte niet kan werken en Lurasetti op het punt staat om zijn vriendin ten huwelijk te vragen, besluiten ze hun criminele connecties aan te spreken om wat geld te verdienen tijdens hun schorsing.

## Rolverdeling
| Acteur             | Personage         |
| ------------------ | ----------------- |
| Mel Gibson         | Brett Ridgeman    |
| Vince Vaughn       | Anthony Lurasetti |
| Tory Kittles       | Henry Johns       |
| Michael Jai White  | Biscuit           |
| Laurie Holden      | Melanie Ridgeman  |
| Jennifer Carpenter | Kelly Summer      |
| Fred Melamed       | Mr. Edmington     |
| Don Johnson        | Lt. G. Calvert    |
| Tattiawna Jones    | Denise            |
| Udo Kier           | Friedrich         |
| Thomas Kretschmann | Lorentz Vogelmann |
| Myles Truitt       | Ethan             |

## Release
Dragged Across Concrete ging op 3 september 2018 in première op het filmfestival van Venetië.

## Ontvangst
De film werd slecht ontvangen door de meeste filmrecensenten. Er was kritiek op de politiek incorrecte boodschap van de film. The Daily Beast noemde de film zelfs een "vileine, racistische, rechtse fantasie". Daarnaast was er kritiek op het trage tempo van de film.